# Armand Seguin (chimiste)
Pour les articles homonymes, voir Seguin et Armand Seguin.
Armand Jean François Segouin, dit Seguin est un chimiste, industriel, homme d'affaires, et même banquier, né le 21 mars 1767 à Paris, fils de Hector Hyacinte Segouin (dit Séguin), né en 1731 et notaire à Chartres, et de Marie Anne Madeleine Chancerel. Il est mort à Paris le 23 janvier 1835. Il a donné son nom à l'Île Seguin, sur la Seine (Boulogne-Billancourt).

## Biographie

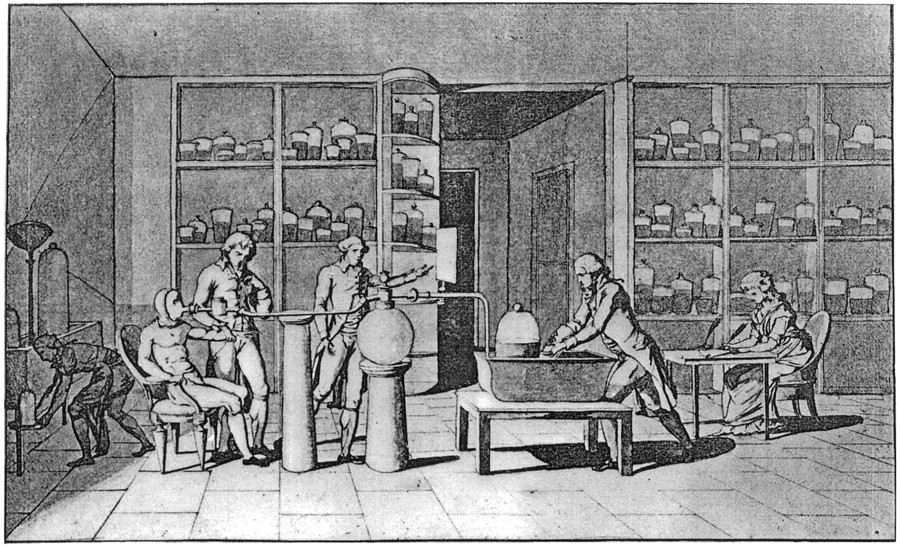
Lavoisier assisté de son épouse et d'Armand Seguin.

Armand Seguin fut un collaborateur d'Antoine Lavoisier et cobaye humain de ses expériences sur la respiration animale (parmi d'autres). Mais il ne fit rien pour sauver son mentor, et refusa toujours de condamner son exécution.[réf. nécessaire]
Chimiste et patient expérimentateur, il mit au point, alors que les armées révolutionnaires manquaient de souliers, un procédé de tannage rapide des cuirs épais (trois semaines au lieu de dix-huit mois), en utilisant l'acide sulfurique dilué et diverses solutions tanniques. Il installa en 1795, à la demande de la Convention, qui lui procura toutes les facilités possibles, une grande manufacture sur l'île de Sèvres, dont il fit rapidement l'acquisition (c'est l'île Seguin, rattachée à Boulogne-Billancourt, près de Paris), qui rationalisait les chaînes de production. Il fut aussi en 1804 un des découvreurs de la morphine avec Bernard Courtois et Charles Derosne. 
Dès 1796, il avait fait fortune comme principal fournisseur de cuir pour les armées révolutionnaires, puis de l'Empire ; son usine traitait plus de 100 000 peaux par an. 
Il étonna le Tout-Paris (ou ce qu'il en restait) par le faste de ses réceptions ,. En l'an IX, le 10 mai 1801, il se porte acquéreur pour 300 000 francs d'une partie de la collection d'œuvres d'art de François-Antoine Robit, important drapier et également fournisseur aux armées ; le 23 juin 1801, il achète le château de Jouy-en-Josas, qu'il fait reconstruire dans le style néo-classique par l'architecte Bienaimé ; en l'an XII (28 septembre 1803), il acquiert l'hôtel d'Orsay, au 35 rue de Varennes (actuel n° 69), alors annexe du ministère de la Guerre, mais il ne pourra l'habiter qu'en 1815. Il fit partie de la Compagnie dite des Négociants réunis, chargée de trouver des fonds pour le Trésor, mais les spéculations aventureuses du banquier Ouvrard dans les affaires d'Espagne compromirent l'entreprise. Au retour du vainqueur d'Austerlitz, il fallut rendre des comptes. Le passif de la compagnie, d'abord évalué à 87 millions, fut porté fin 1806 à 142 millions, dont le nouveau ministre Mollien poursuivit méthodiquement la restitution . En 1807, Séguin dut céder à Napoléon son hôtel particulier (Hôtel de Brancas, à Sèvres) , puis son domaine de Ravanne (à Écuelles, près de Nemours), et fut finalement emprisonné pour malversations de 1810 à la chute de l'Empire. La Restauration le réhabilita, et même le dédommagea, au grand scandale des ultras . Sa tannerie périclitant, faute des commandes de l'Etat, il transforma l'île de Sèvres, située sur la Seine entre les rivages de Sèvres et ceux de Billancourt, en un superbe haras d'une centaine de pur-sang. Cette île sera dès lors appelée l'île Seguin et sera industrialisée bien plus tard (en 1925) par le constructeur automobile Renault qui y construira une gigantesque usine. D'un caractère obstiné et rancunier, Armand Seguin réussit à faire emprisonner Ouvrard à Sainte-Pélagie (1825) pour une dette prétendue de 1.670.000 francs, plus les intérêts, mais celui-ci ne lâcha rien . Toujours en butte aux attaques des Ultras, qui le rendirent paranoïaque, il rompit toutes relations mondaines, persécuta sa famille (sa femme dut s'enfuir auprès de sa fille en Angleterre), et mourut seul, enfermé dans une mansarde de son hôtel, odieux à tous, en laissant ses chevaux, ses affaires et ses biens dans le plus complet abandon.  
Séguin réservait ses communications scientifiques à l'Institut, dont il était correspondant (Mémoires sur l'opium, le quinquina, etc.). Amateur de musique, il collectionna les manuscrits précieux et démonta un certain nombre de superbes violons (Stradivarius, Guarnerius, etc.) dans l'espoir d'en percer les secrets. Il protégea des musiciens, notamment le compositeur Giuseppe Maria Cambini qui conduisit un orchestre de chambre à son service . Sur la fin de sa vie, il publia de nombreux opuscules (plus d'une centaine : voyez la Biographie Universelle de Michaud) sur l'état des finances, les courses ou les haras, ponctués de sentences ou d'aphorismes curieux. Son principal ouvrage parait être : Considérations sur les systèmes suivis en France dans l'administration des finances ; et vues générales sur les éléments de la fortune publique ; terminées par la proposition d'un nouveau plan de finances, conçu dans l'intention de subvenir aux indemnités réclamées en faveur des anciens propriétaires des domaines nationaux... par Armand Séguin ; Paris, sd. (vers 1825), 4 vol. in-8°.  
Il avait deux frères, Félix-Adrien (1759-1793), également chimiste, qui périt victime de la Révolution comme ex-secrétaire du duc de Montpensier, le 9 thermidor ; et Charles, qui laissa une descendance.  

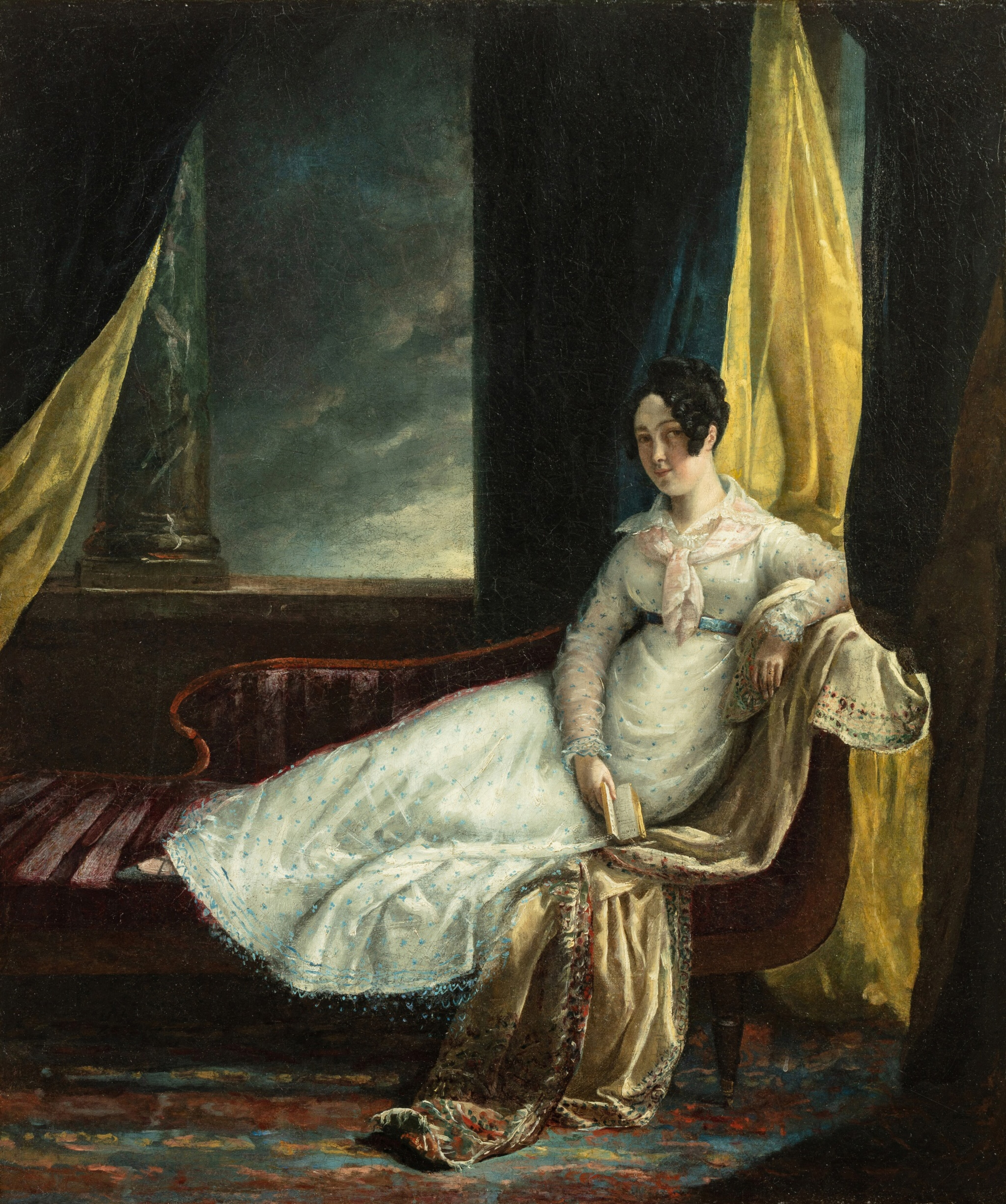
Portrait de Zoé Elmore, fille d'Armand Séguin, peinte en 1821 par Théodore Géricault

Armand avait épousé à Paris (11e anc.), le 7 Nivôse an IV (28 décembre 1795) Marie (Emilie) Félicité Raffard de Marcilly , qui lui donna deux enfants nés à Sèvres : une fille, Zoé (1797-1877), épouse d'Adam Elmore, et un fils, Abel (1799-1873). Marie Cappelle, qui fut leur voisine à Paris sous l'Empire, donne de curieux détails sur leur éducation, exclusivement destinée à en faire des musiciens . Ses héritiers revendront ses biens, le château de Jouy (en 1835), l'hôtel d'Orsay (en 1836) avec sa bibliothèque musicale, et la plus grande partie de l'île Seguin (sauf la pointe aval), et vivront pendant plusieurs générations de sa colossale fortune. La tombe d'Abel Séguin, à Dannes (Pas-de-Calais), porte les armoiries de sa mère : "d'or à trois griffons de gueules" .  
Armand Seguin, peintre de l'École de Pont-Aven, est un de ses petits-fils.